# Striga dalzielii
Striga dalzielii ist eine Pflanzenart aus der Gattung Striga in der Familie der Sommerwurzgewächse (Orobanchaceae).

## Beschreibung
Striga dalzielii ist eine 19 bis 35 cm hoch werdende, parasitäre, einjährige Pflanze. Sie wächst steif aufrecht, ist unverzweigt, schuppig und dicht mit 1 mm langen, auseinanderstrebenden Trichomen bewimpert. Der Stängel ist rechteckig. Die Laubblätter haben eine Größe von 15 bis 30 × 4 bis 7 mm, sie sind zweiaderig, linealisch, haben einen gezähnten rand, stehen gegenständig und werden am Stängel nach oben hin reduzierter. Sie sind so lang wie oder länger als die Internodien.
Die Blüten stehen aufsitzend und sich dachziegelartig überlappend in einem sehr dichten, ährenförmigen Blütenstand, der kürzer als der vegetative Spross ist. Die Blüten werden von je zwei Tragblättern begleitet, diese sind 8 bis 18 × 4 mm lang, linealisch, an den Rändern und der Mittelrippe steifhaarig behaart und umschließen den Kelch.
Der Kelch ist zehnrippig und 5 bis 8 mm lang. Die Kelchröhre ist 3 bis 5 mm lang und mit fünf ungleichen Kelchlappen besetzt. Diese sind lanzettlich, 2 bis 3 mm lang und damit kürzer als die Kelchröhre. Die Krone ist violett. Die Kronröhre ist 10 bis 20 mm lang, gebogen, oberhalb des Kelches erweitert und drüsig behaart. Die Lappen der Unterlippe haben eine Größe von 3 bis 8 × 3 bis 5 mm und sind stumpf. Die Oberlippe ist 3 bis 6 × 6 mm und eingekerbt.

## Vorkommen
Die Art kommt in Mali, Guinea und Nigeria vor. Sie wächst dort in feuchten Savannengebieten.